# Pico Russell
Pico Russell – szczyt w Pirenejach. Leży w Hiszpanii, w prowincji Huesca, w regionie Aragonia, przy granicy z Francją. Należy do podgrupy "Benasque" w Pirenejach Centralnych.
Pierwszego wejścia dokonał Henry Russell w 1865 r.